# The Smashing Pumpkins
The Smashing Pumpkins (с англ. — «Офигенные тыквы», МФА: [ˈsmæʃɪŋ pʌmpkɪns]; или просто Smashing Pumpkins) — американская альтернативная рок-группа, образованная в Чикаго в 1988 году. Несмотря на то, что её состав не раз изменялся, Билли Корган (гитара/вокал), Джеймс Иха (гитара/бэк-вокал), Д’арси Рецки (бас/бэк-вокал) и Джимми Чемберлен (ударные) были основными участниками группы в период её музыкальной активности (Корган был единственным постоянным участником с момента её основания). В настоящее время состав группы включает в себя Коргана, Иху и Чемберлена.
У группы разнообразное, многослойное звучание, которое развивалось на протяжении всей карьеры и содержало элементы готик-рока, хэви-метала, гранжа, психоделического рока, прогрессивного рока, шугейза, дрим-попа и электроники в целом, при этом Корган является основным автором песен группы: его большие музыкальные амбиции и расслабляющие тексты песен создали альбомы, которые были описаны как «страдальческие измятые отчёты из мира кошмаров Билли Коргана».
Первый альбом группы, Gish (1991), имел успех в андеграунде. С появлением мейнстрима альтернативного рока их второй альбом, Siamese Dream (1993), установил популярность группы. Несмотря на бурный процесс записи, альбом получил признание и считается одним из лучших альбомов в жанре. Их третий альбом, Mellon Collie and the Infinite Sadness (1995), способствовал популярности группы. Дебютировав на первом месте в чарте Billboard 200, двойной альбом был сертифицирован бриллиантовым RIAA и получил различные похвалы критиков. После выхода Adore (1998) и проекта из двух частей в 2000 году (Machina и Machina II) группа распалась из-за внутренних конфликтов, употребления наркотиков и снижения продаж к концу 1990-х годов. 
The Smashing Pumpkins, продавшие по всему миру более 30 миллионов копий альбомов, считаются одной из самых коммерчески успешных и признанных критиками групп 1990-х годов, которую часто называют культурным ориентиром поколения X и важным событием в популяризации альтернативного рока.
В 2006 году Корган и Чемберлин вновь собрались для записи нового альбома, Zeitgeist. После гастролей в 2007 и 2008 годах с составом, включающим нового гитариста Джеффа Шредера, Чемберлин покинул группу в начале 2009 года. Позже в том же году Корган начал новую серию записей со сменяющимся составом музыкантов под названием Teargarden by Kaleidyscope, которая включала в себя отдельные синглы, мини-альбомы и два полноценных альбома, которые также подпадали под сферу действия проекта — Oceania в 2012 году и Monuments to an Elegy в 2014 году. Чемберлин и Иха официально присоединились к группе в феврале 2018 года. Затем воссоединившийся состав выпустил альбомы Shiny and Oh So Bright Vol. 1 / LP: No Past. No Future. No Sun (2018) и Cyr (2020), в дополнение к Atum: A Rock Opera in Three Acts с тремя перерывами между 2022 и 2023 годами. Шредер покинул группу в октябре 2023 года. 2 августа 2024 года состоялся выход последнего, на данный момент, альбома — Aghori Mhori Mei.

## История группы

### Ранние годы (1988—1992)

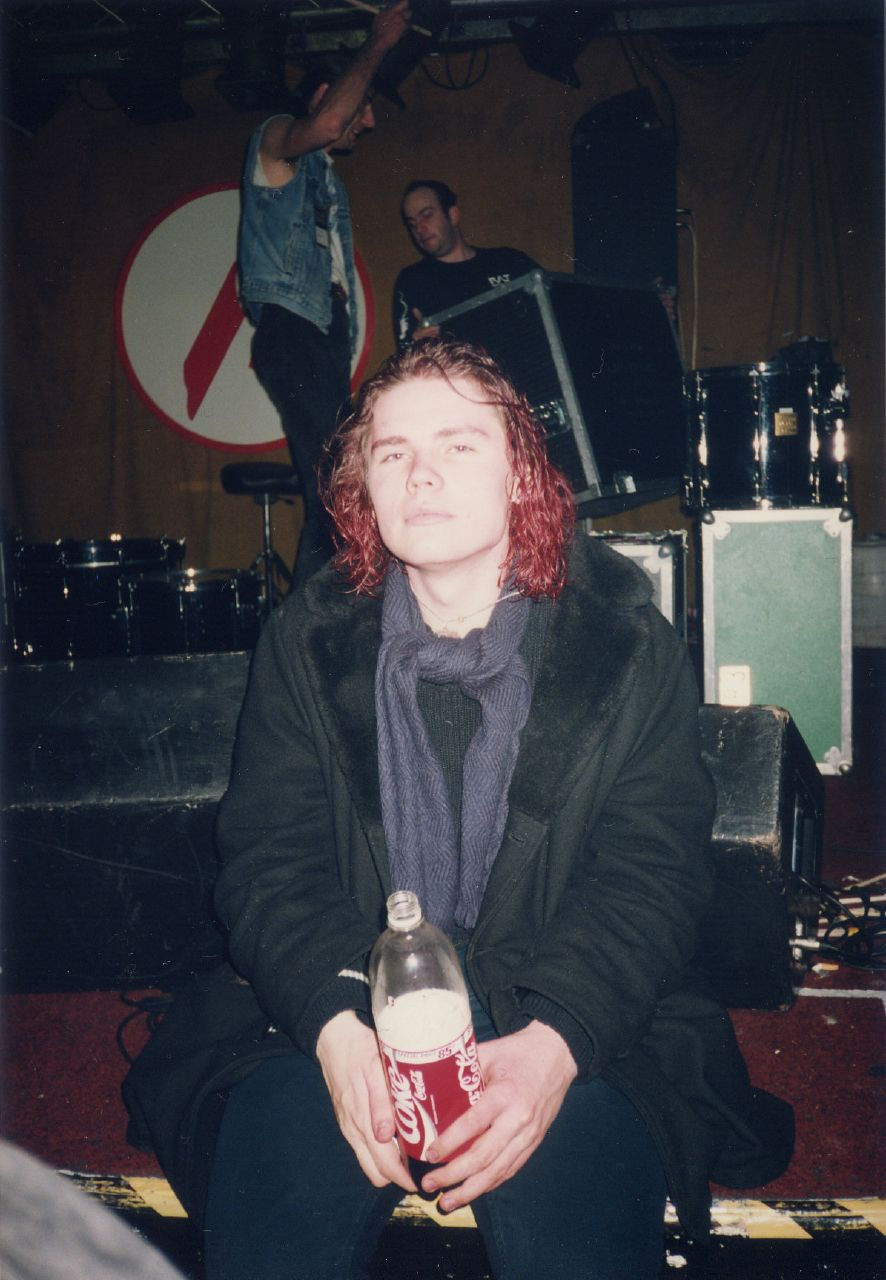
Билли Корган в 1992 году

После распада готической рок-группы The Marked, певец и гитарист Билли Корган покидает город Сент-Питерсберг штата Флорида, чтобы вернуться на свою родину в Чикаго, где он хотел устроиться на работу в музыкальный магазин и создать новый коллектив под названием The Smashing Pumpkins. Работая там, он встретил гитариста Джеймса Иху. Украшенные пейсли и другими психоделическими атрибутами, они вместе начали писать песни (при помощи драм-машины), находясь под сильным влиянием таких групп, как The Cure и New Order. Дуэт впервые выступил на сцене 9 июля 1988 года в польском баре, находившимся на улице Chicago 21. Выступление проходило только при участии Коргана, Ихи и драм-машины. После шоу Dan Reed Network Корган познакомился с Д’арси Рецки, с которой он обсуждал достижения группы. Узнав, что Рецки играла на бас-гитаре, Корган завербовал её в состав, и новоиспечённое трио отыграло концерт в ночном клубе Avalon. После этого шоу владелец Cabaret Metro Джо Шанахан согласился забронировать выступление группы, но при условии, что они заменят драм-машину на барабанщика.
Друг Коргана посоветовал взять в группу джазового барабанщика Джимми Чемберлина. Чемберлин мало что знал об альтернативной музыке, поэтому почти сразу же изменил звучание зарождающейся группы. Из воспоминаний Коргана:
Мы были полностью в печальном роке, как группа The Cure. Потребовалось две или три тренировки, прежде чем я понял, что в его мощной игре на ударных было что-то, что позволило нам играть жёстче, чем мы могли когда-либо себе представить.Билли Корган
5 октября 1988 года группа в полном составе впервые вышла на сцену в Cabaret Metro.
В 1989 году записи группы впервые появляются в альбоме-компиляции под названием Light Into Dark, на котором также отметились несколько альтернативных чикагских групп. В 1990 году на местном лейбле Limited Potential группа выпустила свой первый сингл под названием «I Am One». Продав сингл, группа на студии Sub Pop выпустили песню «Tristessa», после чего подписала контракт с Caroline Records. В 1991 году под руководством продюсера Бутча Вига группа за 20 тысяч долларов записала на Smart Studios свой дебютный студийный альбом под названием Gish. Для того, чтобы получить связность, которую желал Корган, он часто играл на всех музыкальных инструментах, сохраняя при этом партии ударных, которые создавали напряженность в звучании. Музыка соединила в себе хэви-метал, психоделию и дрим-поп, являясь сравнением звучания группы Jane’s Addiction. Gish имел незначительный успех вместе с синглом «Rhinoceros», которые получают ротацию на некоторых альтернативных рок-радио. После выпуска мини-альбома Lull в октябре 1991 года на Caroline Records группа официально подписывает контракт с мейджор компанией Virgin Records, дочерней компанией которой является Caroline Records . После записи группа для поддержки альбома отправляется в тур, который открывался такими группами, как Red Hot Chili Peppers, Jane’s Addiction и Guns N’ Roses. Во время тура Иха и Рецки испытали тяжёлое расставание друг с другом, Чемберлен стал зависим от наркотиков и алкоголя, а Корган оказался в состоянии глубокой депрессии, написав несколько песен для нового альбома в гараже, где он жил в то время.

### Прорыв в мейнстрим (1992—1994)
С прорывом альтернативного рока в американский мейнстрим из-за популярности таких гранж групп, как Nirvana и Pearl Jam, The Smashing Pumpkins были готовы к крупному коммерческому успеху. В это время группу постоянно смешивали в одну кучу с гранж движением, несмотря на протест Коргана: «Сейчас мы перешли от Jane’s Addiction к Nirvana, теперь мы следующие Pearl Jam».

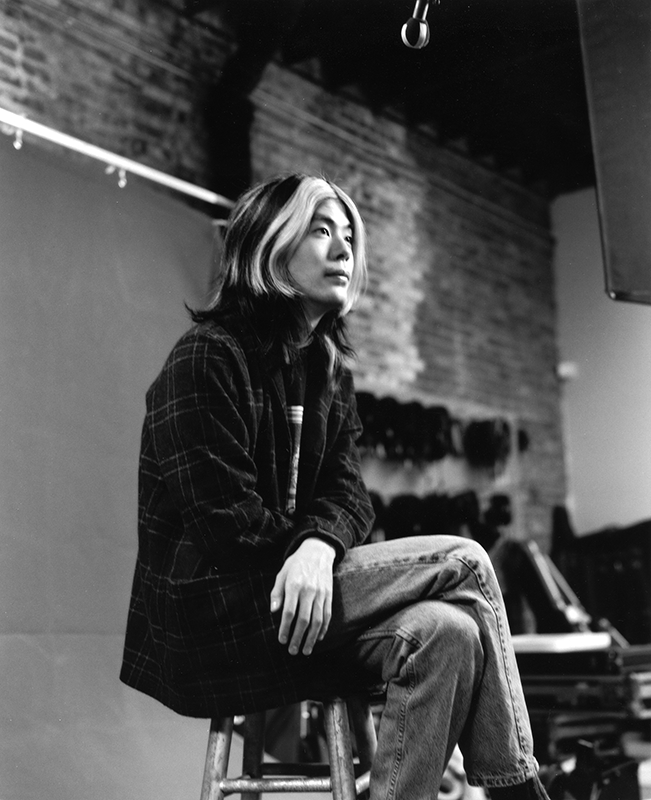
Джеймс Иха в 1995 году

На фоне интенсивного внутреннего давления группа для прорыва к широкой популярности в конце 1992 года переезжает в город Мариетта штата Джорджия, чтобы начать работу над своим вторым альбомом вместе с Бутчем Вигом в качестве продюсера. Решение записываться так далеко от родного города было частично мотивировано желанием группы избежать друзей и раздоров, но в значительной степени из-за отчаянной попытки огородить Чемберлина от своих известных связей с наркотиками. Процесс записи альбома Siamese Dream был сильно омрачён разногласиями внутри группы. Как и в случае с альбомом Gish, Корган и Виг решили, что Корган должен играть почти все гитарные и басовые партии в альбоме, тем самым вызвав негодование в группе. Современная музыкальная пресса стали изображать Коргана как тирана. Тем временем, депрессия Коргана дошла до точки, когда он уже подумывал о самоубийстве, однако он сумел собраться, фактически живя в студии. Между тем, Чемберлину быстро удалось найти новые связи и начал часто отсутствовать в студии по несколько дней. В целом, запись заняла четыре месяца, а её бюджет составил свыше 250 000 долларов.
Несмотря на все проблемы во время записи, Siamese Dream дебютировал под номером десять в чарте Billboard 200, и было продано более четырёх миллионов копий альбома в США. Наряду с возросшим влиянием группы в мейнстриме, коллектив получил репутацию карьеристов среди своих бывших коллег, с которыми впоследствии ухудшились отношения. Инди-рок-группа Pavement в текстах своей песни «Range Life» 1994 года откровенно издевается над группой, а Стивен Малкмус, вокалист группы Pavement, заявил: «Я никогда не высказывался об их музыке; я высказывался только об их статусе». Бывший участник Hüsker Dü Боб Моулд обозвал их гранжевыми The Monkees (по названию шестидесятнической поп-группы, паразитировавшей, по мнению многих, на моде на рок-н-ролл), а чикагский музыкант и продюсер Стив Альбини написал унизительное письмо в ответ на похвальную статью о группе, насмешливо сравнивая их с коллективом REO Speedwagon и убеждаясь в их незначимости. Открывающая песня и сингл «Cherub Rock» из альбома Siamese Dream непосредственно касается вражды Коргана с «инди-миром».
В 1994 году фирма Virgin выпустила компиляцию Pisces Iscariot, достигшая четвёртого места в чарте Billboard 200. Также была выпущена видеокассеты под названием Vieuphoria, которая представляла собой смесь живых выступлений и съёмок за кадром. После непрекращающихся гастролей в поддержку альбома, включая выступления в качестве хедлайнеров на фестивалях Lollapalooza и Reading в 1994 и 1995 годах, соответственно, группа взяла перерыв, чтобы записать следующую пластинку.

### Mellon Collie and the Infinite Sadness(1995—1997)

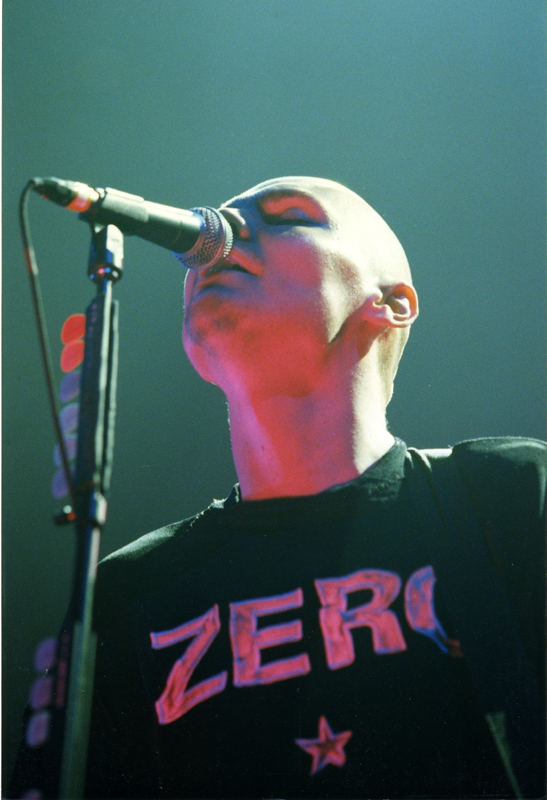
Билли Корган во время тура Mellon Collie с бритой головой и майкой Zero

Корган работал без перерыва в течение следующего года и написал около пятидесяти шести песен для следующего альбома. После периода усиленного творчества, группа вернулась в студию вместе с продюсерами Фладом и Аланом Молдером, чтобы поработать над тем, что Корган называл «Стеной для поколения X».
Результатом стал Mellon Collie and the Infinite Sadness, двойной альбом, включающий в себя двадцать восемь песен и длящийся более двух часов (виниловый вариант альбома содержал три пластинки, две дополнительные песни и другой список композиций). Песни были связаны друг с другом одной идеей — круговоротом жизни и смерти. Расхвалённый журналом Time как «самая амбициозная и совершенная работа группы когда-либо», альбом Mellon Collie and the Infinite Sadness дебютировал под номером один в чарте Billboard 200 в октябре 1995 года. Ещё более успешный, чем Siamese Dream, новый альбом девять раз в США становился платиновым и на сегодняшний день стал самым продаваемым двойным альбомом десятилетия. Он также получил семь номинаций на премию Грэмми в 1997 году, в том числе «альбом года». Группа выиграла награду только за «лучшее хард-рок исполнение» сингла «Bullet with Butterfly Wings». Альбом Mellon Collie and the Infinite Sadness породил пять синглов: «Bullet with Butterfly Wings», «1979», «Zero», «Tonight, Tonight» и «Thirty-Three», первые три из которых стали золотыми, и все, кроме песни Zero вошли в Топ 40. Оставшиеся песни, не вошедшие в альбом Mellon Collie and the Infinite Sadness, были выпущены, как би-сайды к синглам, и в конечном итоге попали в сборник The Aeroplane Flies High. В качестве доказательства популярности группы, Virgin Records изначально продала ограниченным тиражом 200 тысяч копий альбома, но в связи с возросшим спросом компания выпустила значительно больше пластинок, чем предполагалось ранее.
В 1996 году группа начала масштабный мировой тур в поддержку альбома Mellon Collie and the Infinite Sadness. В этот период внешний вид Коргана — бритая голова, чёрная рубашка с длинными рукавами и со словом Zero на ней и серебряные брюки — стали отличительным знаком. В том же году группа также появилась в одном из эпизодов сериала Симпсоны, «Homerpalooza». Благодаря широкой ротации на MTV, главным наградам музыкальной индустрии и продаже футболок в торговых центрах с надписью Zero, The Smashing Pumpkins считалась одной из самых популярных групп того времени. Однако этот год был далеко не полностью положительным для группы. В мае группа отыграла концерт в Point Theatre в Дублине. Несмотря на неоднократные просьбы группы остановить мош, семнадцатилетняя поклонница по имени Бернадетта О’Брайен была раздавлена насмерть. В связи с происшествием концерт закончился рано, а следующее ночное выступление группы в Белфасте было отменено в знак уважения к погибшей. Однако, пока Корган утверждал, что «время моша пришло и ушло», группа продолжила бы требовать открытые концерты во время оставшейся части тура.
В ночь на 11 июля 1996 года группа понесла личную трагедию, когда концертный клавишник Джонатан Мелвойн и ударник Чемберлин приняли слишком большую дозу героина в гостиничном номере Нью-Йорка. Мелвойн умер, а Чемберлин был арестован за хранение наркотиков. Несколько дней спустя группа объявила, что в результате инцидента с наркотиками Чемберлин был уволен. Группа решила закончить тур и наняла барабанщика Мэтта Уокера и клавишник Дэниса Флемиона. Корган позже заявил, что продолжение гастролей было худшим решением, сделанное группой когда-либо, нанеся вред музыке и репутации. В это же время после выхода Mellon Collie группа дала интервью, в котором заявила, что диск станет последней обычной записью The Smashing Pumpkins и что рок стал несвежим. Джеймс Иха заявил в конце 1996 года: «Будущее за электронной музыкой. Кажется действительно скучным играть только рок-музыку».

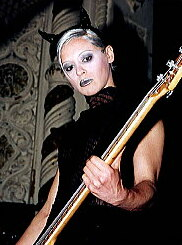
Д'арси Рецки в 1998 году

### Adore,Machinaи распад (1998—2000)
После выхода альбома Mellon Collie группа выпустила многие песни на различных сборниках. Выпущенная в начале 1997 года песня «Eye» основывалась исключительно на электронных инструментах и обозначила резкий переход звучания группы. В это время Корган заявил о своей идее «перенастроить фокус и уйти от классического рок — формата». В том же году группа выпустила саундтрек The End Is the Beginning Is the End к фильму Бэтмен и Робин. В песне, записанной при участии нового барабанщика Мэтта Уолкера, присутствовало тяжелое звучание, похожее в композиции «Bullet with Butterfly Wings», но с сильным влиянием электронных инструментов. Песня позже выиграла Грэмми в 1998 году в номинации «лучшее хард-рок исполнение».
Записанный после смерти матери Коргана и его развода в 1998 году, альбом Adore представлял собой значительное изменение стиля группы, перейдя от раннего гитарного рока к электронике. Запись, сокращённая с помощью сессионных барабанщиков и драм-машин, была проникнута ещё большей тёмной эстетикой, чем ранние работы группы. Кроме того, группа изменила свой имидж, поменяв свой неформальный вид на более сдержанную внешность. Хотя Adore получил положительные отзывы от критиков и получил номинацию на премию Грэмми в категории «лучшее альтернативное выступление», в конце года было продано только 830,000 копий альбома в США, что рассматривалось музыкальной индустрией как неудача. Тем не менее за рубежом было продано в три раза больше копий альбома. В поддержку альбома Adore группа отправилась в благотворительное турне по пятнадцати городам Северной Америки, которое продолжалось семнадцать дней. На каждой остановке во время турне группа жертвовала 100 процентов доходов от продажи билетов в местную благотворительную организацию. Расходы тура полностью финансировались за счёт собственных средств группы. Во время тура группа на благотворительность пожертвовала более 2,8 миллиона долларов. Летом 1998 года группа посетила Россию, дав концерт в ДК Горбунова, Москва.

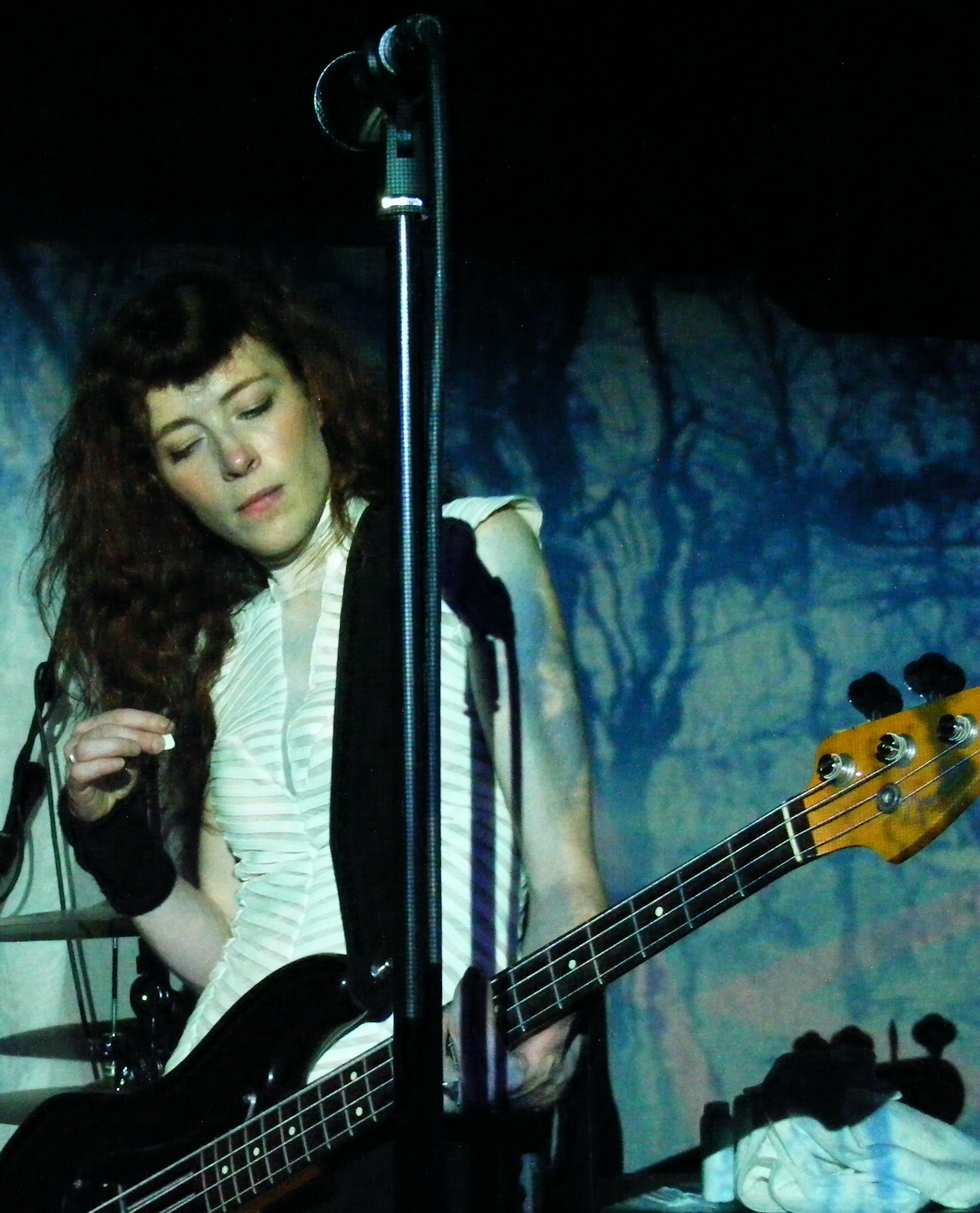
Мелисса Ауф дер Маур присоединилась к группе после ухода Рецки в 1999 году

В 1999 году группа удивила поклонников возвращением Джимми Чемберлина в основной состав для краткосрочного тура под названием The Arising Tour, на котором был представлен как новый, так и классический материал. Состав, однако, оказался скоротечным, и группа объявила об уходе Рецки в сентябре во время работы над альбомом Machina/The Machines of God. Для тура Sacred and Profane Tour в поддержку альбома была приглашена бывшая бас-гитаристка группы Hole, Мелисса Ауф дер Маур, которая появилась на видео в сопровождении группы. Выпущенный в 2000 году, альбом Machina первоначально рекламировался как «возвращение группы к традиционному роковому звучанию после выпуска готического и электронного диска Adore». Альбом дебютировал под номером три в чарте Billboard, однако быстро из него пропал и в 2007 году получил только золотой сертификат. Музыкальный журналист Джим Дерогатис, который описал альбом как «один из самых сильных за всю карьеру группы», отметил, что зашедшие в тупик продажи диска Machina по сравнению с подростковым тин-попом «являются конкретным доказательством того, что новая волна молодых поклонников поп-музыки оглохли по отношению к альтернативному року».
23 мая 2000 года в интервью и в прямом эфире радио KROQ-FM Билли Корган объявил о решении распустить группу в конце этого года после дополнительного тура и записи альбома. Последний альбом группы Machina II/The Friends & Enemies of Modern Music перед распадом был выпущен ограниченным тиражом на виниле в сентябре 2000 года с разрешениями и указаниями по бесплатному распространению в Интернете поклонниками. Было разобрано только двадцать пять экземпляров, каждый из которых был пронумерован и отдан друзьям группы, включая участников. Выпущенный под покровительством лейбла Constantinople Records, созданного Корганом, альбом состоял из одной двойного лонгплея и три десятка синглов. Первоначально группа предложила фирме Virgin предоставить альбом Machina II для бесплатного скачивания всем тем, кто купил первую часть. Когда лейбл отказался, Корган решил выпустить материал самостоятельно.
2 декабря 2000 года The Smashing Pumpkins отыграла свой прощальный концерт в клубе The Metro, где началась их успешная карьера двенадцать лет назад. Почти пятичасовое выступление состояло из 35 песен, охватывающие всю карьеру группы, а после него посетителям заведения участники группы раздали запись своего первого концерта Cabaret Metro 10-5-88. Сингл «Untitled», выпуск которого совпал с прощальным шоу, стал коммерчески успешным.

### После распада (2001—2005)
20 ноября 2001 года был выпущен сборник Rotten Apples. Двухдисковая версия альбома, выпущенная, включала в себя компиляцию под названием Judas O. В это же время ограниченным тиражом был также выпущен DVD под названием The Greatest Hits Video Collection, который включал все промовидео, начиная из альбома Gish и заканчивая Machina вместе с неизданным материалом. В 2002 году на DVD в качестве саундтрека к Vieuphoria был выпущен альбом Earphoria, издававшийся в 1994 году исключительно для радиостанций.

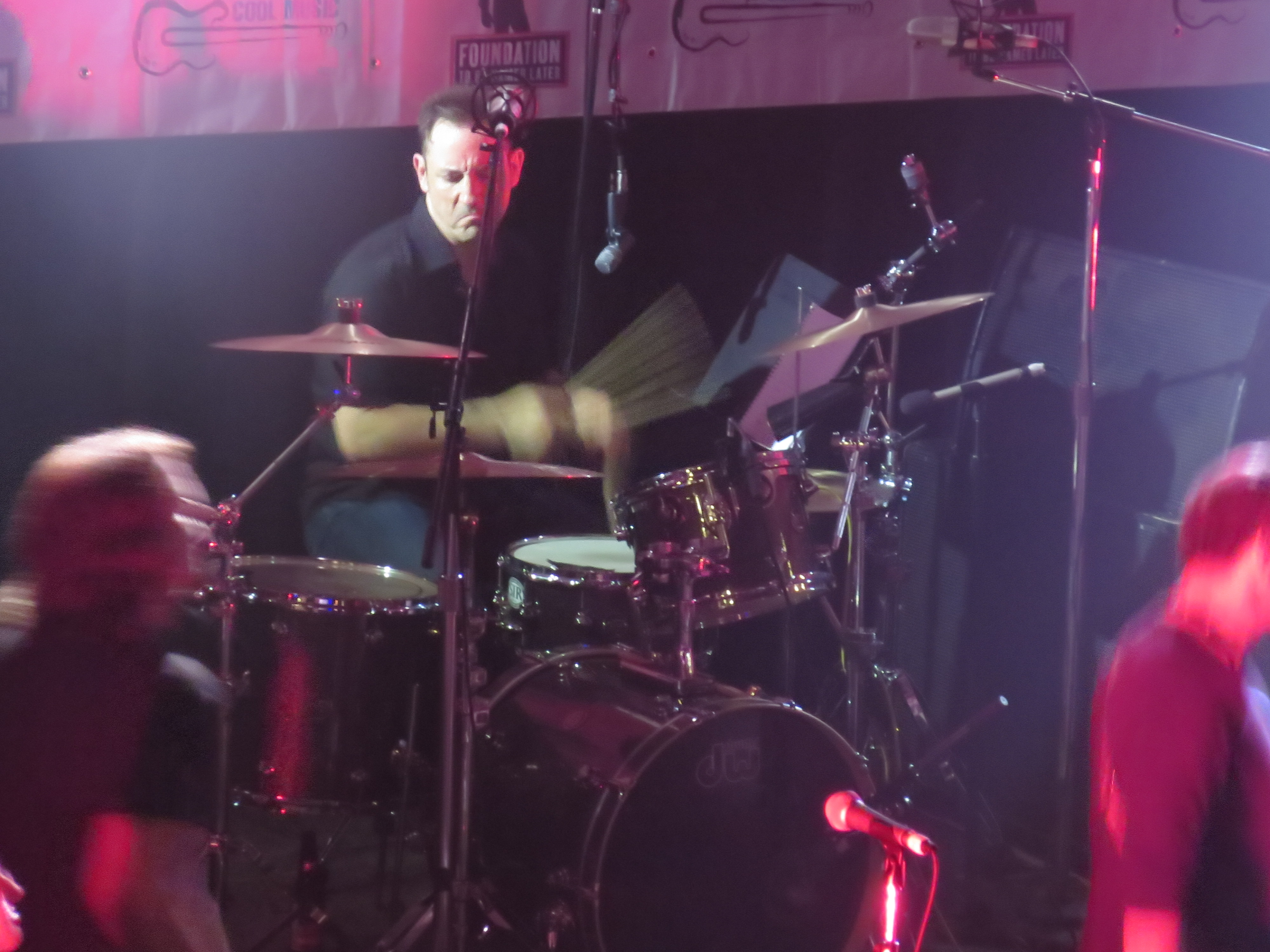
Джимми Чемберлин в 2014 году

Билли Корган и Джимми Чемберлин воссоединились в 2001 году в качестве членов супергруппы Коргана под названием Zwan. Единственный альбом группы, Mary Star of the Sea, был выпущен 28 января 2003 года. После отмены нескольких выступлений Корган в 2003 году объявил о распаде группы. Также в 2001 году Корган гастролировал в составе группы New Order и участвовал в записи их альбома под названием Get Ready. В октябре 2004 года Корган выпустил свою первую книгу — сборник стихов Blinking with Fists. В июне 2005 года он выпустил сольный альбом TheFutureEmbrace, который Корган охарактеризовал как «сбор по ниточкам незавершённых работ Smashing Pumpkins». Альбом встретил смешанные отзывы критиков и имел скудные продажи. Был выпущен только единственный сингл в поддержку альбома — «Walking Shade».
Помимо работы в группе Zwan, Джимми Чемберлин сформировал альтернативную рок/джаз-фьюжн группу под названием The Jimmy Chamberlin Complex. В 2005 году группа выпустила альбом под названием Life Begins Again. В качестве гостя Корган принял участие записи трека «Lokicat». Джеймс Иха после распада Smashing Pumpkins стал гитаристом группы A Perfect Circle, появившись в туре под названием Thirteenth Step Tour и в альбоме eMOTIVe в 2004 года. Джеймс также участвовал в других проектах, такими как Team Sleep под руководством Чино Морено и группе Vanessa and the O's. Он продолжает работать на своём собственном лейбле, а также на Scratchie Records. Д’арси Рецки, кроме интервью 2009 года, не делала никаких публичных заявлений или выступлений после ухода из Smashing Pumpkins в 1999 году. 25 января 2000 года она была арестована после того, как якобы приобрела три мешка кокаина, но после успешно освоенной образовательной программы по наркотикам, постановленной судом, обвинения были сняты.
В течение этого периода времени Корган утверждал, что не будет реанимировать группу Smashing Pumpkins, однако, когда Zwan распалась, он заявил: «Я думаю, что моё сердце было в Smashing Pumpkins […] Было бы наивно подумать с моей стороны, что я смог бы найти то, что значило бы для меня так много». В 2005 году Корган заявил: «Я никогда не хотел покидать Smashing Pumpkins. Это никогда не входило в планы». 17 февраля 2004 года Корган опубликовал сообщение в своем личном блоге, называя Рецки «подлой наркоманкой» и обвиняя Джеймса Иху в распаде Smashing Pumpkins. 3 июня 2004 года Корган добавил, что «глубина моей боли [от Джеймса] совпадает с глубиной моей благодарности». В 2005 году Джеймс Иха ответил на претензии Коргана, заявив: «Нет, я не распускал группу. Единственным человеком, который мог бы это сделать, является Билли».

### Воссоединение иZeitgeist(2005—2008)
21 июня 2005 года, в день выхода своего первого сольного альбома, TheFutureEmbrace, Корган разместил рекламу на всю страницу в Chicago Tribune и Chicago Sun-Times, чтобы объявить, что он планирует воссоединить группу: «Вот уже год я хожу с секретом, который решил сохранить. Но теперь я хочу, чтобы вы одними из первых узнали, что я строю планы по обновлению и возрождению The Smashing Pumpkins. Я хочу вернуть свою группу, свои песни и свои мечты». Корган и Чемберлин были подтверждены как участники воссоединения, но возник вопрос относительно того, примут ли участие другие бывшие участники группы.

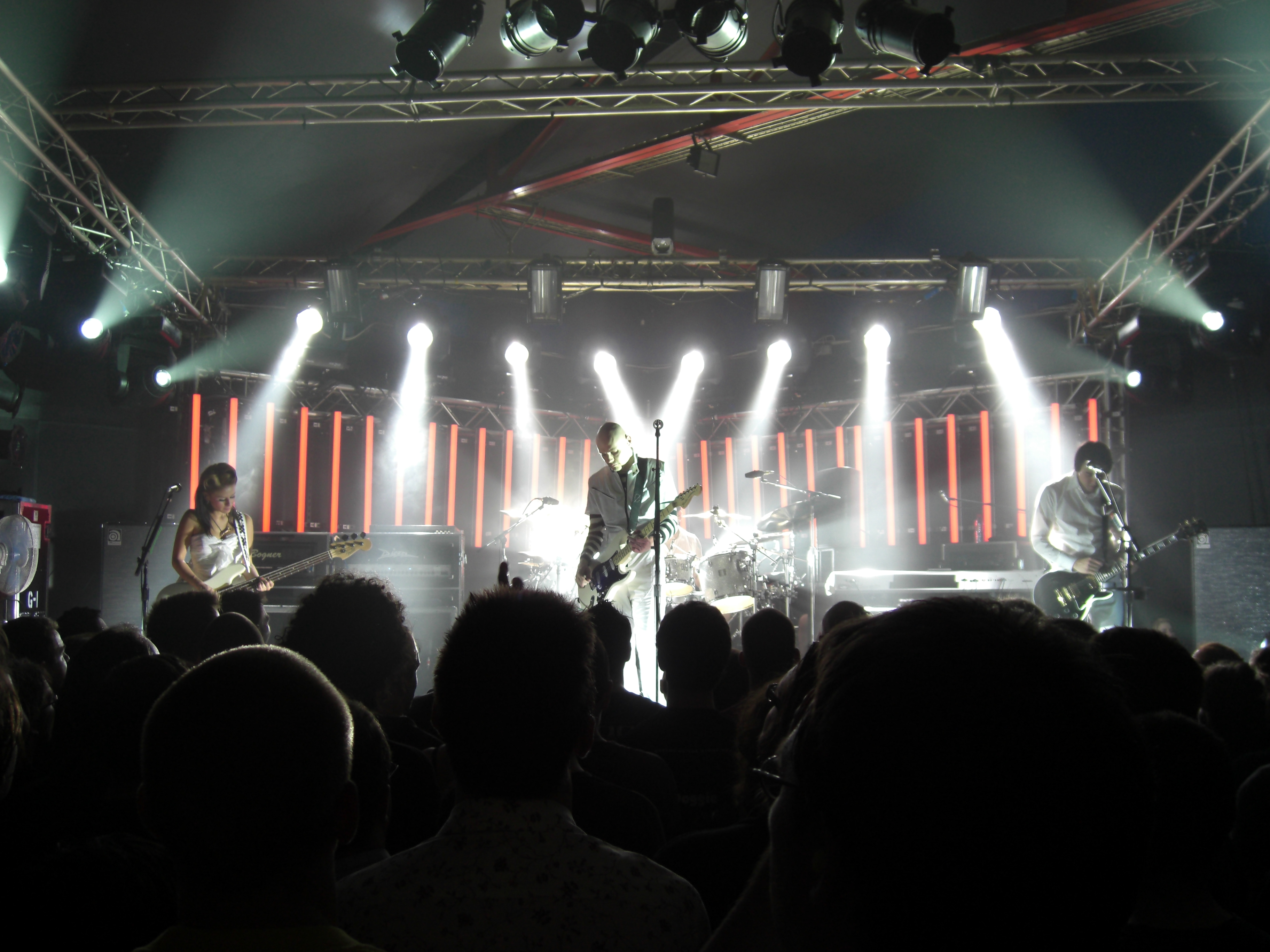
Выступление The Smashing Pumpkins 24 мая 2007 года в Den Atelier, Люксембург

В апреле 2007 года Иха и Ауф дер Маур отдельно подтвердили, что не принимают участия в воссоединении. Позже Чемберлин заявит, что Иха и Рецки «не хотели быть частью» воссоединения. The Smashing Pumpkins выступили вживую впервые с 2000 года 22 мая 2007 года в Париже, Франция. Там группа представила новых гастролирующих участников: гитариста Джеффа Шредера, басистку Джинджер Рейс и клавишницу Лизу Харритон. В том же месяце песня «Tarantula» была выпущена в качестве первого сингла с готовящегося альбома группы. 7 июля группа выступила на концерте Live Earth в Нью-Джерси.
Новый альбом группы, Zeitgeist, был выпущен в том же месяце на Reprise Records, заняв второе место в чартах Billboard и продав 145,000 копий за первую неделю. Альбом получил смешанные отзывы, причём большая часть критики была направлена на отсутствие половины оригинального состава. Альбом разделил фанатов Pumpkins. Позже Корган признавался: «Я знаю, что многие наши фанаты озадачены Zeitgeist. Я думаю, они хотели эту масштабную работу, но нельзя просто встать с постели после семи лет без функционирующей группы и вернуться к этому».
Корган и Чемберлин продолжали записываться дуэтом, выпустив мини-альбом из четырёх песен, American Gothic, в январе 2008 года и синглы, «Superchrist» и «G.L.O.W.», позже в том же году. В ноябре того же года группа выпустила DVD If All Goes Wrong, на котором рассказывалось о концертных резиденциях группы в 2007 году в Эшвилле, Северная Каролина и Сан-Франциско, Калифорния. В конце 2008 года группа отправилась в насыщенный спорами тур по случаю 20-летия группы. Примерно в это же время Корган сказал, что группа больше не будет выпускать полноформатных альбомов, чтобы сосредоточиться исключительно на синглах, объяснив: «Модели прослушивания изменились, так почему же мы убиваем себя, записывая альбомы, создавая баланс и создавая художественный трек для создания сингла? Дело сделано.»

### TeargardenиOceania(2009—2013)

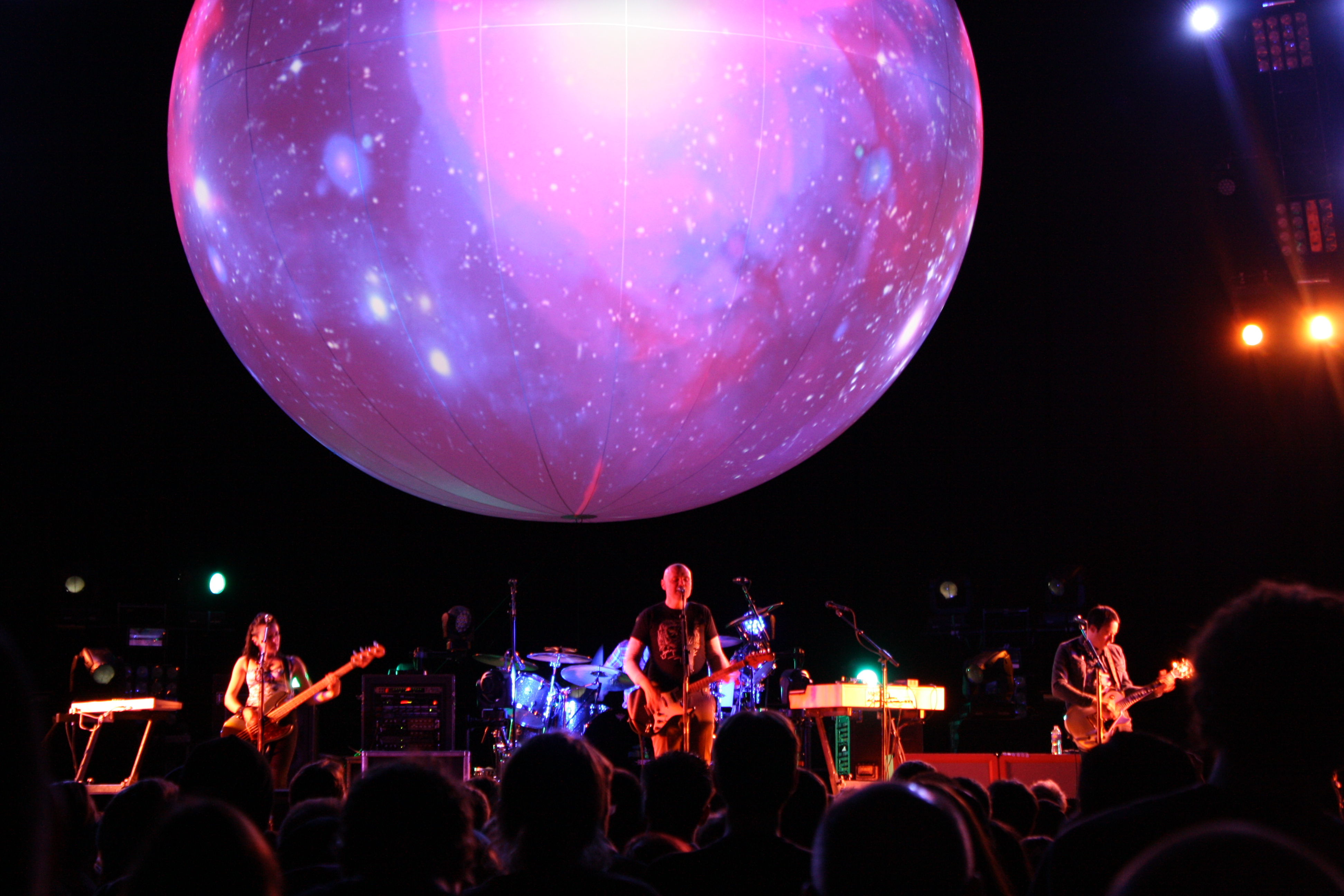
Выступление The Smashing Pumpkins на Chaifetz Arena в Сент-Луисе, штат Миссури, 18 октября 2012 года

В марте 2009 года Корган объявил на веб-сайте группы, что Чемберлин покинул группу и будет заменён. Впоследствии Чемберлин заявил, что его уход из группы был «позитивным шагом вперед для меня. Я больше не могу вкладывать всю свою энергию в то, чем я не обладаю в полной мере.» Чемберлин подчеркнул, что раскол был дружественным, прокомментировав: «Я рад, что [Корган] решил продолжить работу под этим именем. Это его право.» Вскоре Чемберлин сформировал группу Skysaw, которая выпустила альбом и гастролировала в поддержку Minus the Bear. В июле 2009 года Билли Корган сформировал новую группу под названием Spirits in the Sky, первоначально как трибьют-группу Ская Саксона из The Seeds, который недавно умер. В следующем месяце Корган подтвердил на веб-сайте группы, что 19-летний барабанщик Spirits in the Sky, Майк Берн, заменил Чемберлина и что пара работает над новыми записями Pumpkins.
Группа объявила о планах выпустить концептуальный альбом из 44 треков, Teargarden by Kaleidyscope, бесплатно через Интернет по одному треку за раз. Первый трек, «A Song for a Son», был выпущен в декабре 2009 года и получил умеренное признание прессы. В марте 2010 года Джинджер Рейс официально покинула группу, что вызвало открытый конкурс на прослушивание нового басиста. В мае Николь Фиорентино объявила, что присоединилась к группе в качестве басиста и будет работать над Teargarden by Kaleidyscope. Новый состав отправился в мировое турне до конца 2010 года. Одним из первых концертов с новым составом был концерт в пользу Мэттью Леони, басиста рок-группы Madina Lake, в Metro 27 июля 2010 года. В конце 2010 года все четверо участников внесли свой вклад в подготовку третьего тома Teargarden.
26 апреля 2011 года Корган объявил, что осенью The Smashing Pumpkins выпустят новый альбом под названием Oceania, который он назвал «альбомом в альбоме» в связи с проектом Teargarden by Kaleidyscope. Как и на предыдущих сессиях записи, все четыре участника группы внесли свой вклад в проект. Кроме того, весь каталог альбомов должен был быть ремастирован и переиздан с бонус-треками, начиная с Gish и Siamese Dream в ноябре 2011 года. Демо-версии до Gish, Pisces Iscariot и Mellon Collie and the Infinite Sadness были выпущены в 2012 году, а The Aeroplane Flies High — в следующем году. Adore был выпущен в 2014 году. Machina/The Machines of God и ещё коммерчески неизданный Machina II/The Friends & Enemies of Modern Music как ожидалось, будут объединены, ремикшированы и выпущены в том же году, но не были выпущены из-за проблем с лейблом. Группа совершила турне по тринадцати городам США в октябре 2011 года, за которым последовал тур по Европе в ноябре и декабре. 
Oceania был выпущен 19 июня 2012 года и получил в целом положительные отзывы. Альбом дебютировал под номером 4 в Billboard 200 и под номером 1 в Independent Albums. С альбома вышли два сингла: «The Celestials» и «Panopticon». Группа отправилась в турне в поддержку альбома, включая тур по США, в ходе которого альбом был исполнен полностью. К сентябрю 2012 года Корган заявил, что группа уже начала работу над своим следующим альбомом. Однако, несмотря на это, группа сосредоточилась на гастролях, выступая на Glastonbury, Dour и The Barclays Center, где они записали Oceania: Live in NYC, который был выпущен 24 сентября 2013 года. Также, The Smashing Pumpkins дали два концерта в России в 2013 году, в Санкт-Петербурге и Москве (5 и 6 августа соответственно).

### Monuments to an Elegy(2014—2016)
25 марта 2014 года Корган объявил, что подписал новый контракт с BMG на два новых альбома, названных Monuments to an Elegy и Day for Night соответственно. В июне стало известно, что Майка Берна больше нет в группе, его заменит Томми Ли из Mötley Crüe на новом альбоме, и Фиорентино также не будет записываться на альбоме. Monuments to an Elegy был выпущен 5 декабря 2014 года и получил в целом положительные отзывы. Группа отправилась в турне в поддержку альбома, начиная с 26 ноября, с Брэдом Уилком из Rage Against the Machine, который был на ударных, и Марком Стормером из The Killers на басу. Предполагаемый выход следующего альбома, Day For Night, был отложен на конец 2015 или начало 2016 года.
Позже, в 2015 году, Корган объявил, что группа отправится в тур по Северной Америке в качестве совместного хедлайнера с Marilyn Manson, The End Times Tour, в июле и августе 2015 года. До даты совместного выступления группа отыграла серию акустических концертов с драм-машинами и кассетами для перкуссии. Когда пришло время для совместного тура в качестве хедлайнеров, планы с барабанщиком провалились, и Корган нанял Чемберлина, чтобы тот воссоединился для выступлений. 1 февраля 2016 года было объявлено, что группа продолжит свой акустический тур In Plainsong с Джимми Чемберлином на ударных и планировали отправиться «сразу после назначенных дат в студию, чтобы записать совершенно новый альбом, вдохновлённый звуками, исследованными в новой акустической обстановке». 25 февраля 2016 года Корган опубликовал видео из студий Лос-Анджелеса на Facebook-аккаунте группы, предоставив обновленную информацию о процессе записи новых песен для предстоящего альбома, который будет выпущен после тура In Plainsong. Тур начался в Портленде, штат Орегон, 22 марта 2016.

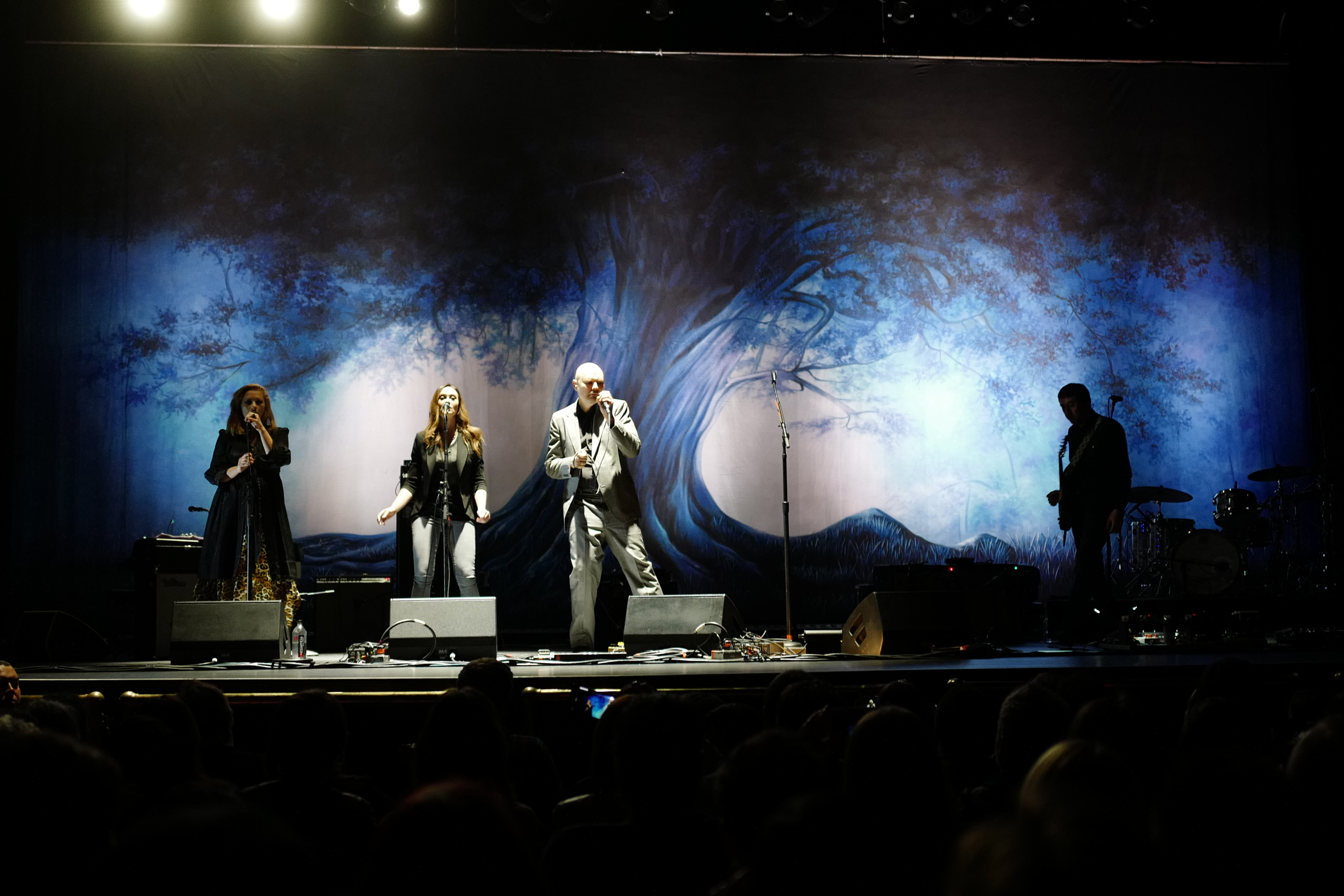
Выступление The Smashing Pumpkins в Beacon Theatre, 4 апреля 2016 года

### Возвращение Ихи и Чемберлина;Shiny and Oh So BrightиCyr(2018—2021)
В свой день рождения 26 марта 2016 года гитарист Джеймс Иха без предупреждения присоединился к Билли Коргану, Джимми Чемберлину и Джеффу Шредеру на сцене в отеле Ace в центре Лос-Анджелеса. Он исполнил несколько песен, в том числе «Mayonaise», «Soma» и «Today», отметив своё первое выступление с The Smashing Pumpkins за 16 лет. Иха также выступил на втором из двух концертов Smashing Pumpkins в отеле Ace на следующий день, в Пасхальное воскресенье. Иха в третий раз присоединился к Pumpkins на их концерте 14 апреля в Civic Opera House в Чикаго. В июле Корган начал намекать на возможность воссоединения оригинального состава группы, себя, Ихи, Рецки и Чемберлина, а в августе он заявил, что начал обращаться к первоначальному составу по поводу возможности воссоединения, в том числе впервые за шестнадцать лет поговорил с Рецки. Несмотря на комментарии, Корган провёл большую часть 2017 года, работая над сольным материалом — записал и выпустил сольный альбом Ogilala и начал работу над другим сольным альбомом в 2018 году. В июне 2017 года Чемберлин также упомянул о возможности реюнион-тура в 2018 году. В январе 2018 года Корган поделился фотографией себя, Ихи и Чемберлина вместе в студии звукозаписи. В феврале 2018 года Корган объявил, что работает с музыкальным продюсером Риком Рубином над будущим альбомом Smashing Pumpkins, что в настоящее время он активно работает над 26 песнями и что «гитара снова кажется предпочтительным оружием.» Вскоре после этого Корган поделился фотографией звукового оборудования с именем Ихи на этикетке, а также объявил, что запись альбома завершена.
15 февраля 2018 года участники-основатели Иха и Чемберлин воссоединились с группой. Они отправились в тур Shiny And Oh So Bright Tour, который стартует в июле, сосредоточившись на исполнении материала со своих первых пяти студийных альбомов. Было продано более 350,000 билетов и аншлаги на концертах, включая The Forum, United Center и Madison Square Garden. Оригинальная басистка, Д'арси Рецки, заявила, что ей предложили контракт на воссоединение с группой, но вскоре после этого Корган отменил предложение. Корган опубликовал заявление, опровергающее претензии, заявив: «Мисс Рецки неоднократно приглашали поиграть с группой, поучаствовать в демо-сессиях или, по крайней мере, встретиться лицом к лицу, и в каждом случае она всегда откладывала». Джек Бейтс (сын басиста Joy Division, Питера Хука) играл на басу в туре. Бейтс ранее гастролировал с The Smashing Pumpkins в 2015 году. Мультиинструменталистка Кэти Коул также присоединилась к группе для участия в туре, исполнив бэк-вокал и сыграв на клавишных и гитаре.

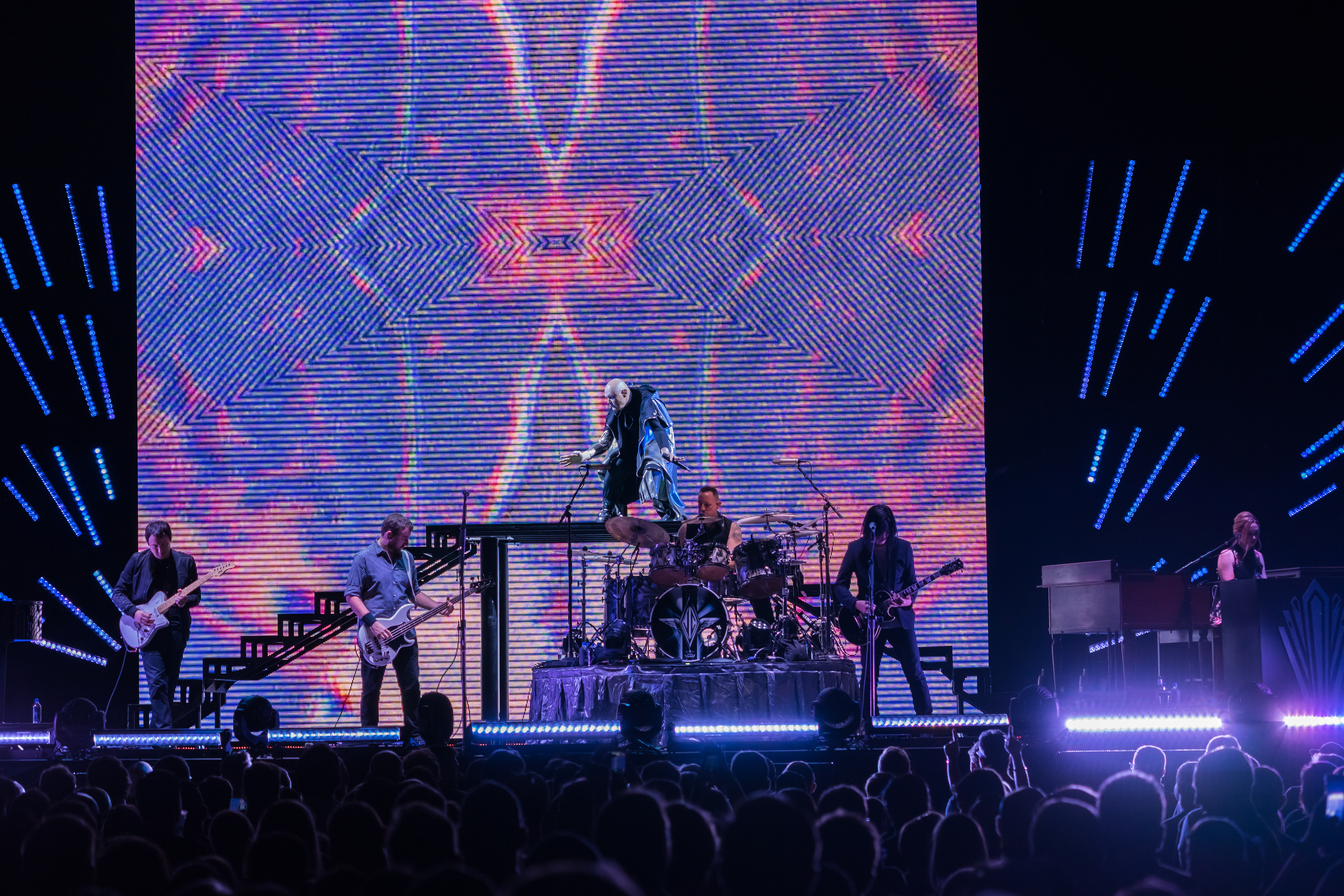
Выступление The Smashing Pumpkins в Frank Erwin Center, 16 июля 2018 года

В марте 2018 года Корган упомянул, что группа планирует выпустить два мини-альбома в 2018 году, первый предварительно запланирован на май. 8 июня 2018 года был выпущен первый сингл из музыкального набора, «Solara». 2 августа 2018 года группа отметила свое 30-летие выступлением в Холмделе, Нью-Джерси, с несколькими известными специальными гостями, включая Кортни Лав, Чино Морено, Дэйви Хэвока, Питера Хука, Марка Макграта, а также Дэйва Кюнинга и Марка Стормера из The Killers. В сентябре 2018 года они анонсировали альбом Shiny and Oh So Bright, Vol. 1 / LP: No Past. No Future. No Sun., выпущен на лейбле Napalm Records 16 ноября 2018 года и дебютировал под номером 54 в чарте Billboard 200.
После гастролей на протяжении большей части 2019 года Корган отметил в январе 2020 года, что в настоящее время группа работает над 21 песней для будущего альбома. 28 августа 2020 года группа выпустила сингл и видеоклип на «Cyr», а также второй трек под названием «The Colour of Love» из их альбома Cyr, который был выпущен на их новом звукозаписывающем лейбле Sumerian Records 27 ноября 2020 года. Это вторая часть серии Shiny and Oh So Bright. 25 сентября 2020 года группа выпустила еще один сингл с Cyr, в который вошли песни «Confessions of a Dopamine Addict» и »Wrath». 9 октября 2020 года группа выпустила третий сингл для Cyr, в который вошли треки «Anno Satana» и «Birch Grove». 29 октября группа выпустила «Ramona» и «Wyttch» в качестве четвёртой пары синглов. 20 ноября 2020 года песни «Purple Blood» и «Dulcet in E» были выпущены в качестве пятого и последнего сингла для Cyr. На следующей неделе, 27 ноября 2020 года, группа выпустила Cyr.

### Atum: A Rock Opera in Three ActsиAghori Mhori Mei(2022—настоящее время)

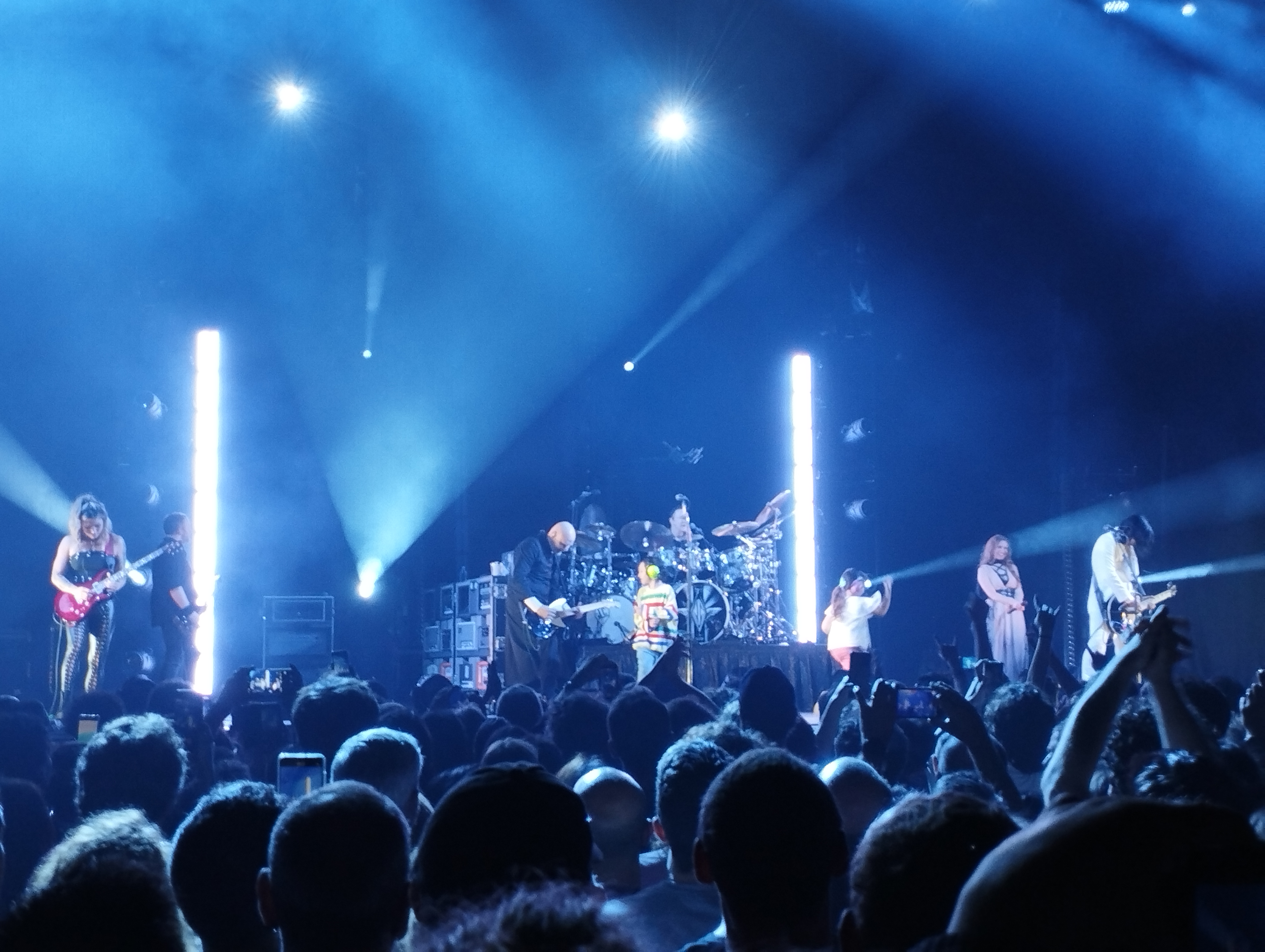
Выступление The Smashing Pumpkins в Accor Arena, 16 июня 2024 года

В конце 2020 года Корган объявил, что группа начала работу над двойным альбомом, который послужит продолжением всеобъемлющей истории о Mellon Collie and the Infinite Sadness и Machina/The Machines of God. Альбом планировался к выпуску в 2021 году, однако только 19 сентября 2022 года стало известно название альбома, Atum: A Rock Opera in Three Acts. Каждый акт был выпущен сам по себе, с датами по порядку: 15 ноября 2022 года, 31 января 2023 года и 5 мая 2023 года. Все акты, вместе с десятью дополнительными песнями, были собраны в виниловый бокс-сет, который был выпущен в тот же день, что и третья группа песен. 22 февраля 2022 года группа объявила в социальных сетях о туре Rock Invasion 2 Tour, который ранее должен был состояться весной 2020 года, перенесён на осень 2020 года и впоследствии отменён из-за пандемии COVID-19. Недавно анонсированный тур включал в себя совершенно новые локации, охватывающие одиннадцать городов США, где группа выступала на весенних фестивалях, и четыре выступления в Мексике, которые стали их первыми с 2013 года. В мае 2022 года группа объявила о планах тура Spirits on Fire Tour с Jane's Addiction. В ноябре 2022 года фестиваль The World Is A Vampire был объявлен на март 2023 года. В состав фестиваля входили Interpol, Turnstile, Peter Hook & The Light, Deafheaven, The Warning и некоторые другие. В феврале 2023 года группа объявила, что они организуют фестиваль The World Is A Vampire в Австралии в виде тура из 10 концертов в апреле. В состав вошли Jane's Addiction, Amyl & The Sniffers, Redhook и Battlesnake, в дополнение к рестлинговым матчам, похожим на единственную дату в Мексике. В промежутке между выступлениями группы в Мексике и Австралии 28 марта 2023 года они объявили, что организуют The World Is A Vampire в США и Канаде в качестве летнего тура по амфитеатрам, крытым театрам и одной арене. Тур сопровождался поддержкой со стороны Stone Temple Pilots, Interpol и Rival Sons, а также отдельными выступлениями рестлеров Коргана из NWA наряду с записями для NWA Powerrr.
19 октября 2023 года Green Day отыграли небольшое клубное шоу и раздали листовки, в которых говорилось, что в 2024 году они отправятся в тур по США и Канаде на стадионах с The Smashing Pumpkins, Rancid и The Linda Lindas. Этот тур был официально анонсирован всеми четырьмя группами 2 ноября 2023 года как The Saviors Tour. 24 октября 2023 года об этом было объявлено в заявлении, размещенном в социальных сетях группы, которое давние гитарист Джефф Шредер решил покинуть группу, чтобы «пойти немного другим путем».
После ухода Шредера 5 января 2024 года Smashing Pumpkins объявили через свои аккаунты в социальных сетях, что принимают заявки по электронной почте на место дополнительного гитариста. К 17 января группа получила более 10,000 заявок и наняла восемь человек на полную ставку для рассмотрения каждой. 26 апреля группа объявила, что они выбрали Кики Вонг в качестве своей новой гастролирующей гитаристки, при этом Билли Корган отметил, что он был ее поклонником «до того, как она представила свое имя на рассмотрение.»

Оформление альбома Aghori Mhori Mei в санскритском стиле.

В июне 2024 года Корган заявил, что группа провела последние 2 года, работая над новым студийным альбомом, в котором звучали гитарные партии, отчасти в ответ на негативное отношение к использованию синтезаторов в Atum. В следующем месяце группа объявила, что их тринадцатый альбом, Aghori Mhori Mei, выйдет 2 августа. В день релиза альбома песня «Sighommi» была выпущена в качестве сингла. Двойной 7-дюймовый сингл с песнями «Formosa» и «Our Lady of Sorrows» будет выпущен 22 ноября 2024 года, бесплатно вместе с «Madame ZuZu’s edition». В рамках продвижения альбома группа выпустила серию видеоклипов, изменённых ИИ. В клипах изменена англоязычная версия, а Билли Корган рекламирует альбом на разных языках, включая французский, немецкий и японский.

## Музыкальный стиль, влияния и наследие
The Smashing Pumpkins считаются культурным эталоном поколения X и внесли большой вклад в повышение популярности этого поколения в западной популярной культуре. В руководстве группы доминирует ведущий гитарист, вокалист, клавишник, басист и автор песен Билли Корган. Журналист Грег Кот написал: «Музыка [The Smashing Pumpkins] не была бы такой, какая она есть, без его амбиций и видения, а также его знаменитых разрушенных отношений со своей семьей, друзьями и участниками группы.» Мелисса Ауф дер Маур прокомментировала новость о воссоединении группы: «Все знают, что Билли не нужно слишком много людей, чтобы записать альбом Pumpkins, кроме Джимми [Чемберлина], который у него на борту.» В интервью 2015 года сам Корган назвал нынешний состав группы «чем-то вроде коллектива с открытым исходным кодом», отметив, что «это то, кто чувствует себя правым в данный момент.» Многие тексты песен Коргана для Pumpkins являются катарсическим выражением эмоций, они полны личных размышлений и сильных обвинений в адрес него самого и его близких. Музыкальные критики не часто были поклонниками наполненных тоской текстов Коргана. Джим ДеРогатис написал в 1993 году Chicago Sun-Times статью о том, что тексты песен Коргана «слишком часто звучат как второстепенная поэзия», хотя он рассматривал тексты более поздних альбомов, Adore и Machina, как улучшение. Песни группы были описаны журналистом Уильямом Шоу как «мучительные репортажи из страны кошмаров Билли Коргана».
Музыка The Smashing Pumpkins — альтернативный рок, но также группе приписывали такие жанры как гранж, психоделический рок, хэви-метал, шугейз, синти-поп, арт-рок, электроник-рок, готик-рок, дрим-поп, психоделия, колледж-рок, панк-рок и прогрессивный рок.
Отличительное звучание группы вплоть до Adore включало наложение многочисленных гитарных треков на песню в процессе записи, тактику, которую Флад, сопродюсер Mellon Collie and the Infinite Sadness, назвал «армией гитарных наложений в виде тыквы.» Хотя на Gish было много дублированных партий, Корган начал по-настоящему изучать возможности перезаписи с Siamese Dream; Корган заявил, что одна только «Soma» содержит до 40 дублированных гитарных партий. Хотя Корган знал, что многие песни будет трудно или невозможно воспроизвести из их записанных версий на концерте (фактически, некоторые песни были радикально изменены для живого исполнения), он объяснил использование дублирования, задав вопрос: «Когда вы сталкиваетесь с необходимостью создания постоянного записанного представления песни, почему бы не придать ей как можно более грандиозный вид?» Такое использование многослойных звуков было вдохновлено любовью Коргана к популярным артистам и группам 1970-х годов, таким как Дэвид Боуи, Cheap Trick, Queen, Boston и Electric Light Orchestra, а также к шугейзу, британскому альтернативному рок-стилю конца 1980-х и начала 1990-х, который для эффекта опирался на закрученные слои гитарного шума. Сопродюсер Mellon Collie, Алан Молдер, изначально был нанят для микширования Siamese Dream, потому что Корган был поклонником его работы по продюсированию шугейз-групп, таких как My Bloody Valentine, Ride и Slowdive.
Как и многие современные альтернативные группы, The Smashing Pumpkins использовали изменения в динамике песен, переходя от тихого к громкому и наоборот. Основополагающий альбом Hüsker Dü, Zen Arcade, продемонстрировал группе, как они могут противопоставить более мягкий материал более агрессивной музыке, и Корган сделал такие изменения в динамике центральными для реализации своих грандиозных музыкальных амбиций. Корган сказал, что ему понравилась идея создать свою собственную альтернативную вселенную с помощью звука, который, по сути, говорит слушателю: «Добро пожаловать в Страну Тыкв, вот как это звучит на планете Тыква.» Этот акцент на атмосфере был перенесён на альбомы Adore (описанный как «таинственная ночная музыка» в предрелизном промоушене) и Machina (концептуальные записи, рассказывающие историю вымышленной рок-группы).
Pumpkins черпали вдохновение из множества других жанров, некоторые из которых были немодны в 1990-е годы среди музыкальных критиков. Корган, в частности, открыто говорил о своей положительной оценке хэви-метала, называя Даймбэга Даррелла из Pantera своим любимым гитаристом современности. Когда один из интервьюеров сказал Коргану и Ихе, что «Smashing Pumpkins — одна из групп, которые узаконили хэви-метал» и что они «были одними из первых альтернативных рокеров, которые упоминали таких людей, как Оззи и Black Sabbath, с чем-либо иным, кроме презрения», Корган продолжал восторгаться Master of Reality Black Sabbath и Unleashed in the East Judas Priest. Песня «Zero», которая напомнила Ихе о Judas Priest, является примером того, что группа окрестила «cybermetal» (рус. кибер-метал). Другие группы, которые повлияли на Коргана — Rainbow, Accept, Mercyful Fate, Dokken, Metallica, Slayer и Myrkur.
Пост-панк и готик-рок группы, такие как Joy Division, New Order, Bauhaus, The Cure и Depeche Mode оказали формирующее влияние на группу, которая освещала выступления таких исполнителей на концертах и в записи. Корган также процитировал Siouxsie and the Banshees, сказав, что важно помнить группы, которые повлияли на них. Психоделический рок также часто упоминался в ранних записях группы; по словам Коргана, «В типичной для Pumpkins манере никому на тот момент не нравились громкие гитары или психоделическая музыка, так что, конечно, это именно то, что мы должны были делать.» Корган чувствовал, что гитары группы «представляют собой смесь хэви-метала и альтернативного рока 80-х. Я думаю о The Cure, Siouxsie and the Banshees». Корган признал, что аккорд, который он в шутку назвал «аккордом тыквы» (аккорд октавы Соль# на одиннадцатом ладу гитары с низкой струной Ми, сыгранной под ним), использованный в качестве основы для «Cherub Rock», «Drown» и других песен, на самом деле ранее использовался Джими Хендриксом. Другие ранние влияния, упомянутые Корганом, включают Cream, The Stooges и Blue Cheer.
Что касается влияния The Smashing Pumpkins на другие группы, Грег Кот написал в 2001 году: «В то время как Nirvana породила бесчисленное количество мини-нирван, Pumpkins остаются островом сами по себе.» Тем не менее, некоторые артисты и группы находились под влиянием Pumpkins, такие как HIM, Нелли Фуртадо, Мэрилин Мэнсон, Deftones, Third Eye Blind, Марк Хоппус из Blink-182, Tegan and Sara, Fall Out Boy, Риверс Куомо, Panic! at the Disco, Silversun Pickups, My Chemical Romance и Code Orange. Вокалист My Chemical Romance, Джерард Уэй, сказал, что они строят свою карьеру по образцу Pumpkins, включая музыкальные клипы. Участники чикагской группы Kill Hannah дружат с Корганом, а вокалист Мэт Дивайн сравнил свою группу с Pumpkins.
По состоянию на октябрь 2012 года группа продала более 30 миллионов копий альбомов по всему миру, а продажи только в США достигли 19,75 миллионов. Siamese Dream и Mellon Collie and the Infinite Sadness попали в список «500 величайших альбомов всех времён» журнала Rolling Stone.

## Музыкальные видеоклипы

Видеоклип на песню «Tonight, Tonight», снятый под сильным влиянием фильма Жоржа Мельеса, Путешествие на Луну, был выдержан в стиле немого кино рубежа веков, с использованием декораций в театральном стиле и примитивных спецэффектов.

The Smashing Pumpkins получили высокую оценку как «ответственные за некоторые из самых ярких и запоминающихся видеоклипов» и за то, что «подошли к видео с полностью художественной точки зрения, а не просто за рекламу для продажи альбомов». Специальный выпуск к годовщине MTV 2001 года, Свидетельство: 20 лет рока на MTV, приписывает Pumpkins, наряду с Nine Inch Nails, отношение к музыкальным клипам как к виду искусства в 1990-е годы. Корган сказал: «В целом, мы сопротивлялись идее того, что я называю классическим рок-видео MTV, в котором много людей прыгают вокруг и все такое.» Группа работала с режиссёрами, включая Кевина Керслейка («Cherub Rock»), Сэмюэля Бейера («Bullet with Butterfly Wings»), и, чаще всего, с командой Джонатана Дейтона и Валери Фэрис («Rocket», «1979», «Tonight, Tonight», «The End Is the Beginning Is the End», и «Perfect»). Корган, который часто принимал активное участие в создании концепции клипов, сказал о Дейтоне и Фэрис: «Я знаю, что мои [начальные] версии всегда мрачнее, и они всегда уговаривают меня сделать что-то более доброе и нежное.» Видеоклипы на такие песни, как «Today», «Rocket» и «1979», были связаны с образами, взятыми из культуры средней Америки, хотя и преувеличенными. В клипах группы так часто избегают буквальной интерпретации текста песни, что клип на песню «Thirty-Three» с изображениями, тесно связанными со словами песни, был создан как намеренное стилистическое отступление.
Группа была номинирована на несколько премий MTV Video Music Awards в 1990-х годах. В 1996 году группа выиграла в общей сложности восемь VMA за клипы к песням «1979» и «Tonight, Tonight», включая главную награду «Видео года» за песню «Tonight, Tonight». Видео также было номинировано на премию Грэмми на церемонии 1997 года. О видеоклипе к песне «Tonight, Tonight» Корган заметил: «Я не думаю, что у нас когда-либо была такая реакция людей [подобным образом]... казалось, это просто задело за живое.»
Вскоре, после распада группы в 2000 году, был выпущен сборник, Greatest Hits Video Collection, в котором собраны музыкальные клипы группы с 1991 по 2000 год и включены комментарии Коргана, Ихи, Чемберлина, Рецки и различных режиссёров с отрывками, живыми выступлениями и расширенным короткометражным фильмом «Try, Try, Try».

## Состав
| - Билли Корган — ведущий вокал, гитары, клавишные, бас-гитара (1988—2000, 2006—наши дни) - Джеймс Иха — гитары, бас, бэк-вокал (1988—2000, 2018—наши дни) - Джимми Чемберлин — ударные, бэк-вокал (1988—1996, 1999—2000, 2006—2009, 2015—2017 (тур), 2018—наши дни) - Джек Бейтс — бас-гитара (2015, 2018—наши дни) - Кэти Коул —клавишные, гитары, бас-гитара, бэк-вокал, прочие различные инструменты (2015, 2016—2017, 2019—) - Кики Вонг — гитара (2024—наши дни) - Д’арси Рецки — бас-гитара, бэк-вокал (1988—1999) - Мелисса Ауф дер Маур — бас-гитара, бэк-вокал (1999—2000) - Джефф Шредер — гитара, бэк-вокал, клавишные (2006—2023) - Джинджер Пули — бас-гитара, бэк-вокал (2007—2010) - Лиза Харритон — клавишные (2007—2009) - Майк Берн — ударные, бэк-вокал, клавишные (2009—2014) - Николь Фиорентино — бас-гитара, бэк-вокал, клавишные (2010—2014) | - Эрик Ремскнейдер — виолончель (1992—1994) - Джонатан Мелвойн — клавишные (1995—1996) - Мэтт Уокер — ударные (1996—1997) - Деннис Флемион — клавишные (1996—1997) - Кенни Аронофф — ударные (1998—1999) - Дэн Моррис — перкуссия (1998—1999) - Стивен Ходжес — перкуссия (1998—1999) - Майк Гарсон — фортепиано, клавишные (1998—1999, 2000) - Крис Холмс — клавишные, вокодер (2000) - Стивен Брэдли — труба (2008) - Габриэль Макнейр — тромбон (2008) - Кристофер Пули — клавишные, аккордеон (2008) - Джинджер Шанкар — 10-струнная скрипка (2008) - Марк Тулин — бас-гитара (2010) - Марк Стоермер — бас-гитара (2014—2015) - Томми Ли — ударные (2014) - Брэд Уилк — ударные (2014—2015) - Сиерра Свон — различные инструменты (2016—2017) |

## Дискография

#### Студийные альбомы
- Gish (1991)
- Siamese Dream (1993)
- Mellon Collie and the Infinite Sadness (1995)
- Adore (1998)
- Machina/The Machines of God (2000)
- Machina II/The Friends & Enemies of Modern Music (2000)
- Zeitgeist (2007)
- Oceania (2012)†
- Monuments to an Elegy (2014)†
- Shiny and Oh So Bright, Vol. 1 / LP: No Past. No Future. No Sun. (2018)
- Cyr (2020)
- Atum: A Rock Opera in Three Acts (2022—2023)
- Aghori Mhori Mei (2024)